# Show Me a Hero
Pour les articles homonymes, voir Show Me a Hero.
Show Me a Hero est une mini-série américaine créée par David Simon et réalisée par Paul Haggis. Elle est diffusée entre le 16 aout 2015 et le 30 aout 2015 sur HBO, et est adaptée du livre éponyme de Lisa Belkin, ancienne journaliste au New York Times. 
Tout comme le livre, la mini-série décrit la résistance d'un quartier de la classe moyenne blanche à un projet de logements sociaux dispersés, imposé par le gouvernement fédéral, à Yonkers, dans l'État de New York, et la façon dont la tension issue de cette situation a affecté la ville dans son ensemble. 

## Synopsis
L'histoire se déroule entre 1987 et 1994 à Yonkers, une ville située au nord de New York City dans le comté de Westchester, et se concentre sur les efforts de déségrégation des logements sociaux.
Le juge fédéral Leonard B. Sand s'est prononcé contre Yonkers et a émis une ordonnance de déségrégation, exigeant que des logements publics de 200 appartements soient construits dans les quartiers de classe moyenne, principalement blanc, de l'est de Yonkers. En 1988, la ville a  déjà dépensé 11 millions de dollars en frais juridiques pour lutter contre l'ordonnance, y compris une tentative infructueuse de faire appel auprès de la Cour suprême des États-Unis. Cette affaire a attiré l'attention de tout le pays sur les questions de race, de classe et de logement. Le maire Nick Wasicsko a fait campagne en s'opposant à l'ordonnance du juge, mais avant d'entrer en fonction, il s'est fait l'avocat de la déségrégation à Yonkers. Wasicsko et les conseillers municipaux qui l'ont soutenu ont élaboré un plan pour respecter l'ordonnance du tribunal et construire les 200 logements éparpillés sur huit sites différents de seulement 25 logements chacun, répartis dans une ville qui compte plus de 10 000 logements. Malgré cela, quatre conseillers - une majorité - ont refusé de voter pour faire respecter la loi, s'opposant systématiquement à toute déségrégation limitée. Pour avoir refusé de suivre l'ordonnance du tribunal, la ville de Yonkers a été paralysée par de lourdes amendes. Celles-ci sont estimées à près d'un million de dollars par jour à partir d'une charge composée qui commençait à 100 dollars par jour. Ces amendes pouvant entraîner la faillite de la ville. Les services de base de la ville ont été interrompus, les parcs et les bibliothèques ont été fermés, et 630 employés municipaux ont dû être licenciés afin de maintenir un budget suffisant pour les services de police et d'incendie. Les protestations se sont poursuivies, et Wasicsko et d'autres personnes ont reçu des menaces de mort, telles que des lettres contenant des balles avec la mention "Vous ne verrez pas la prochaine". Wasicsko a été contraint d'obtempérer. Le procès a finalement été réglé en mai 2007. 
Outre les membres du conseil municipal de Yonkers et d'autres politiciens locaux, deux groupes ont pris des positions opposées sur la question : la "fédération Save Yonkers", dirigée par Jack O'Toole, qui était contre la déségrégation et a voté pour défier l'ordonnance fédérale, et les "Citizens and Neighbors Organized to Protect Yonkers" ("Canopy"), qui ont soutenu l'ordonnance du tribunal, souhaitant mettre fin aux amendes paralysantes. La secrétaire d'État de New York, Gail Shaffer, a été nommée par le gouverneur de l'époque, Mario Cuomo, présidente du Yonkers Emergency Financial Control Board, qui était chargé de gérer les finances de la ville en 1988, alors que les amendes réduisaient tous les services municipaux et que la ville était en faillite. La Housing Education Relocation Enterprise (H.E.R.E.) était une organisation communautaire qui soutenait les locataires emménageant dans les logements sociaux dispersés.
La ville de Yonkers engage l'urbaniste Oscar Newman, à l'origine de la théorie de l'espace défendable (Defensible space theory), pour travailler avec le département du logement et du développement urbain des Etats-Unis sur le plan d'urbanisation de la ville. Les théories de Newman soulignent la valeur des petits groupes de maisons en rangée avec cour, plutôt que des immeubles d'appartements à plusieurs étages, afin de donner un sentiment de propriété aux résidents à faible revenu, tout en étant immergés dans les activités et la culture des quartiers de classe moyenne. Les défis des quartiers sociaux existants (appelés projects aux Etats-Unis) sont montrés dans la série à travers la vie d'un certain nombre de familles qui y vivent. 

## Distribution
- Oscar Isaac (VF : Benjamin Penamaria) : Nick Wasicsko
- Catherine Keener (VF : Déborah Perret) : Mary Dorman
- Alfred Molina (VF : Gabriel Le Doze) : Henry J. Spallone
- Bob Balaban (VF : Hervé Bellon) : Judge Leonard B. Sand
- LaTanya Richardson Jackson : Norma O'Neil
- Jon Bernthal (VF : Jérôme Pauwels) : Michael H. Sussman
- Winona Ryder (VF : Claire Guyot) : Vinni Restiano
- James Belushi (VF : Jacques Frantz) : Angelo Martinelli
- Carla Quevedo (VF : Céline Mauge) : Nay Noe Wasicsko
- Peter Riegert (VF : Hervé Caradec) : Oscar Newman
- Michael Stahl-David (VF : Sébastien Desjours) : Jim Surdoval
- Clarke Peters (VF : Benoît Allemane) : Robert Mayhawk

## Commentaires
Après The Wire à Baltimore ou Treme à la Nouvelle-Orléans, le créateur de la série David Simon essaye une nouvelle fois de montrer les dynamiques à l’œuvre dans une ville américaine. Cependant, alors que les protagonistes étaient fictifs dans ses séries précédentes, la quasi-totalité des personnages de Show Me a Hero ont réellement existé à l'époque des faits.
Comme expliqué par l'un des personnages, c'est une citation de Francis Scott Fitzgerald qui a inspiré le titre du livre et de la minisérie : « Montrez-moi un héros, et je vous écrirai une tragédie » (« Show me a hero and I will write you a tragedy»).

## Accueil critique
Télérama indique que « la finesse de ce portrait et la fulgurance de ses dialogues n'empêchent pas une certaine lourdeur dans la mise en scène des inégalités sociales ».

## Distinctions

### Récompense
- Golden Globes 2016 : Meilleur acteur dans une mini-série ou un téléfilm pour Oscar Isaac